# 107396 Swangin
107396 Swangin è un asteroide della fascia principale. Scoperto nel 2001, presenta un'orbita caratterizzata da un semiasse maggiore pari a 2,5984413 au e da un'eccentricità di 0,0422782, inclinata di 1,53146° rispetto all'eclittica.